# 济南市人民代表大会常务委员会
济南市人民代表大会常务委员会（简称济南市人大常委会）是中华人民共和国山东省济南市人民代表大会的常设机关，对济南市人民代表大会负责并报告工作。依法在本市行政区内行使监督权、重大事项决定权、地方立法权和人事任免权。

## 历史沿革
中华人民共和国1954年宪法及地方组织法并未规定设置县级以上人大的常务机关。1979年7月，第五届全国人民代表大会第二次会议通过《关于修正中华人民共和国宪法若干规定的决议》，其中规定：“县和县以上地方各级人民代表大会设立常务委员会，它是本级人民代表大会的常设机关”。
1979年12月24日至28日，济南市第八届人民代表大会第二次会议在济南市八一礼堂召开，会议选举产生了由35人组成的济南市第八届人民代表大会常务委员会。
1994年，升格为副省级单位。

## 职责
1. 在本市行政区域内，保证宪法、法律、行政法规和上级人民代表大会及常务委员会决议的遵守和执行；
2. 在市人民代表大会闭会期间，根据本市的具体情况和实际需要，在不同宪法、法律、行政法规和山东省地方性法规相抵触的前提下，可以制定地方性法规，报省人大常委会批准后施行；
3. 领导或者主持本市人民代表大会的选举；
4. 召集本级人民代表大会会议；
5. 讨论决定本行政区域内的政治、经济、教育、科学、文化、卫生、民政、民族工作的重大事项；
6. 根据市人民政府的建议，决定对本行政区域内的国民经济和社会发展计划、预算的部分变更；
7. 监督市人民政府、人民法院和人民检察院的工作，联系市人民代表大会代表，受理人民群众对上述机关和国家工作人员的申诉和意见；
8. 撤销下一级人民代表大会及其常务委员会的不适当的决定；
9. 撤销市人民政府的不适当的决定和命令；
10. 在市人民代表大会闭会期间，决定副市长的个别任免；在市长和市中级人民法院院长、市人民检察院检察长因故不能担任职务时，从市人民政府、人民法院、人民检察院副职领导人员中决定代理的人选；决定代理检察长须报省人民 检察院和省人民代表大会常务委员会备案；
11. 根据市长的提名，决定市人民政府的秘书长、局长、主任的任免，报省人民政府备案；
12. 按照人民法院组织法和人民检察院组织法的规定，任免人民法院副院长、庭长、副庭长、审判委员会委员、审判员，任免人民检察院副检察长、检察委员会委员、检察员，批准任免下一级人民检察院检察长；
13. 在人民代表大会闭会期间，决定撤销个别副市长的职务；决定撤销由它任命的市人民政府其他组成人员和市中级人民法院副院长、庭长、副庭长、审判委员会委员、审判员，人民检察院副检察长、检察委员会委员、检察员；
14. 在市人民代表大会闭会期间，补选省人民代表大会出缺的代表和撤换个别代表。

## 机构设置
济南市人大常委会设置以下机构：
- 济南市人大常委会办公厅
  - 秘书处
  - 会议活动处
  - 组织人事处
  - 行政财务处
  - 信访处
  - 机关党委
  - 离退休干部处
- 济南市人大常委会研究室
  - 综合处
  - 调研宣传处
- 济南市人大常委会人事代表工作室
  - 代表联络处
  - 任免选举处
- 济南市人大常委会法制工作室
  - 综合处
  - 法规处
  - 规章备案处
- 济南市人大常委会教育科学文化卫生工作室
  - 综合处
- 济南市人大常委会监察和司法工作室
  - 综合处
- 济南市人大常委会民族侨务外事工作室
  - 综合处
- 济南市人大常委会城乡建设环境保护工作室
  - 综合处
- 济南市人大常委会财政经济工作室
  - 综合处
- 济南市人大常委会预算工作室
  - 预决算审查处
  - 国有资产监督处
- 济南市人大常委会农业与农村工作室
  - 综合处
- 济南市人大常委会社会建设工作室
  - 综合处

直属事业单位
- 济南市人大常委会机关综合保障中心

## 历届领导

### 第八届
- 任期：1979年12月－1983年4月
- 主任：张骏
- 副主任：杨毅、吴捷东、苗长松、王善志、王寿春、于云亭、秦西灿、李子伟（1981年9月逝世）、杨景羽
- 秘书长：仲宁敏

### 第九届
- 任期：1983年4月－1988年1月
- 主任：李元荣
- 副主任：龙启经、徐贞吉、张扬、王善志、王寿春、艾鲁川、饶曼妮
- 秘书长：仲宁敏 → 王儒学

### 第十届
- 任期：1988年1月－1993年3月
- 主任：李元荣
- 副主任：刘振嵩、艾鲁川、郭德耀、王儒学、王忠堂、饶曼妮、房立（1990年3月补选）、刘正宗（1991年4月补选）、刘锡藩（1991年4月补选）
- 秘书长：王儒学

### 第十一届
- 任期：1993年3月－1998年2月
- 主任：李启万
- 副主任：刘正宗（1996年3月辞职）、刘锡藩、封居尚、徐世经、饶曼妮、朱继滨、曹守恭、张福山（1996年3月补选）、倪士崇（1996年3月补选）、徐金荣（1996年3月补选）、刘海亭（1996年3月补选）、栾毅昌（1997年2月补选）
- 秘书长：曹守恭

### 第十二届
- 任期：1998年2月－2003年2月
- 主任：李启万 → 段义和（2001年2月补选）
- 副主任：谭永青、封居尚、王宝玲、赵志冰、刘海亭、栾毅昌、董承铭、朱文兴（2000年2月补选）、牛洪恩（2001年2月补选）、王存兴（2001年2月补选）、朱金河（2001年2月补选）
- 秘书长：李法明

### 第十三届
- 任期：2003年2月－2008年1月
- 主任：段义和（2007年7月落马）
- 副主任：李荣芝、牛洪恩（2006年2月10日辞职）、谢传仁、陶安岭（2005年1月28日辞职）、董承铭、王存兴（2006年2月10日辞职）、彭万生、朱文兴、朱金河、李德强、马纯济（2005年1月补选）、齐建民（2006年2月11日补选）、孙培森（2006年2月11日补选）、陈延河（2007年3月28日补选）、牟陆阳（2007年3月28日补选）
- 秘书长：李法明（2006年2月10日辞职） → 齐建民（2006年2月11日补选[3]）

### 第十四届
- 任期：2008年1月－2012年2月
- 主任：徐华东 → 雷建国（2011年2月25日补选[4]）
- 副主任：马纯济、刘善鹏、陈延河（2010年1月14日终止）、牟陆阳（2011年2月辞职）、段青英、孟祥桓（2011年2月25日补选）、宋玉国（2011年2月25日补选）
- 秘书长：朱新海

### 第十五届
- 任期：2012年3月－2017年4月
- 主任：徐长玉
- 副主任：邹世平（2016年1月18日辞职）、段青英、孟祥桓、宋玉国（2016年1月18日辞职）、许强、时文进（2015年4月14日补选）、孙积港（2016年1月21日补选）、李华贤（2016年1月21日补选[5]）
- 秘书长：刘西安

### 第十六届
- 任期：2017年4月－2019年1月
- 主任：殷鲁谦
- 副主任：谭延伟、巩宪群、孙积港、许强、李胜利
- 秘书长：覃俊文

### 第十七届
- 任期：2019年1月－2022年4月
- 主任：殷鲁谦
- 副主任：谭延伟、巩宪群、孙积港（2020年5月辞职）、许强（2020年5月辞职）、李胜利、刘程华（2020年5月15日补选）、刘大坤（2020年5月15日补选[6]）
- 秘书长：覃俊文（2020年5月辞职） → 姜涛（2020年5月15日补选）

### 第十八届
- 任期：2022年4月－
- 主任：韩金峰
- 副主任：雷天太、巩宪群、刘大坤、王勤光、黄贵利
- 秘书长：陈勇